# Camille Ayglon-Saurina
Camille Ayglon-Saurina, née Camille Ayglon le 21 mai 1985 à Avignon, est une handballeuse française, évoluant principalement au poste d'arrière droite et parfois sur le poste d'ailière droite. Internationale française, elle est vice-championne du monde 2009 et 2011, médaillée d'argent aux Jeux olympiques 2016, championne du monde en 2017 et championne d'Europe en 2018. Elle est mariée au handballeur français Guillaume Saurina.

## Biographie
Venue sur le tard au handball, elle intègre le groupe de l'Équipe de France durant l'hiver 2006-07, obtenant sa première sélection en mars 2007 contre la Chine. Le sélectionneur national Olivier Krumbholz lui offre une chance sur un poste, arrière droit, traditionnellement difficile pour l'Équipe de France. Son travail, son écoute des consignes lui octroie finalement une place parmi les joueuses choisies pour défendre les couleurs françaises lors du mondial 2007 qui se déroule en France. Elle connaît un début de compétition légèrement difficile avant de se reprendre face à la Macédoine puis la Norvège, deux rencontres remportées par les Françaises lors du tour principal et qui leur permettent d'atteindre les quarts de finale. Opposées aux Roumaines, la France s'incline finalement au bout d'une double prolongations sur le score de 34 à 31. la France remporte ensuite deux victoires lors des matchs de classement pour terminer à la cinquième place.
En 2008, elle participe à la qualification de l'équipe de France pour les jeux olympiques de Pékin en remportant le tournoi de Nîmes avec deux victoires 30 à 10 face à la Côte d'Ivoire - 3 buts de Camille Ayglon sur quatre tirs et nul 25 partout face à la Corée du Sud- et 36 à 19 face au Congo avec un cinq sur huit de Ayglon. Lors de la première rencontre de ces jeux, remportée 32 à 21 face à l'Angola, elle se blesse au visage. Elle reste toutefois dans le groupe des Françaises qui s'impose face au Kazakhstan mais s'incline ensuite face à la Roumanie sur le score de 34 à 20, la Norvège - 34 à 24 et trois buts de Ayglon et la Chine - 21 à 18 avec cinq buts de Ayglon dont un jet à sept mètres. La France est opposée à la Russie en quart de finale. Lors de cette rencontre, où Camille Ayglon inscrit un but, la France, qui mène tout le long de la rencontre, contraint les championnes du monde à disputer des prolongations. La première de celle-ci se termine de nouveau sur un score de parité, 28 partout, alors que les Françaises se voient refuser un but en fin de cette prolongation. La Russie s'impose finalement 32 à 31. Lors des matchs de classement, la France prend sa revanche sur la Roumanie, victoire 36 à 34 après une prolongation et un but de Ayglon puis termine à la cinquième place après une victoire 31 à 23 sur la Chine.
Camille Ayglon est de nouveau présente dans le groupe des Françaises qui disputent le championnat d'Europe en fin d'année 2008. La France figure au premier tour dans un groupe difficile avec la présence du Danemark, de la Roumanie et de la Hongrie. Elle concède trois défaites, 24 à 23 face aux Danoises, 30 à 25 face aux Roumaines et 29 à 26 face aux Hongroises.
La France commence le mondial 2009 par deux défaites, 22 à 20 face au Brésil puis 24 à 16 face aux Danoises, avant de remporter ses trois matchs suivant face à la Suède, le Congo et l'Allemagne. Cela lui permet d'atteindre le tour principal où elle remporte ses trois matchs, 33 à 24 sur l'Angola, 24 à 23 face à la Russie et 35 à 20 face à l'Autriche dont quatre buts de Camille Ayglon. La première place du groupe lui permet de disputer les demi-finales. Opposées aux Espagnoles, les Françaises l'emportent 27 à 23, Camille Ayglon inscrivant cinq buts pour les Bleues. En finale, les Françaises retrouvent les Russes. Celles-ci dominent la rencontre, menant de trois buts à la pause, pour finalement l'emporter sur le score de,.
La France commence l'Euro 2010 face à deux gros adversaires, la Norvège avec une défaite 33 à 22 et un but pour Ayglon, et la Hongrie, défaite 21 à 18. La France se reprend et remporte sa troisième rencontre face à la Slovénie, 29 à 19, avec un cinq sur cinq de Camille Ayglon. La France remporte ensuite ses trois rencontres du tour principal, 23 à 21 face aux Pays-Bas, 22 à 21 face à la Suède et 31 à 19 face à l'Ukraine mais cela s'avère insuffisant pour accrocher une place pour les demi-finales. La France termine sa compétition par une victoire 23 à 19 sur le Monténégro pour terminer au cinquième rang de la compétition.
Après un début de carrière à Nîmes, elle rejoint le club de Metz pour le début de la saison 2008-2009. Avec celui-ci, elle remporte son premier titre de championne de France et une coupe de la Ligue. En Europe, Metz échoue à la troisième place de son groupe en ligue des champions 2008-2009 avant de se voir renverser en coupe des coupes où elle s'incline en quart de finale face au futur vainqueur, le FCK Håndbold. Dans ces deux compétitions européennes, Camille Ayglon inscrit respectivement 15 puis 9 buts. L'année suivante, Metz se fait de nouveau éliminer en ligue des champions puis dispute la coupe des coupes. Elle échoue en demi-finale face au club du Monténégro Budućnost T-Mobile qui s'impose 28 à 21 à l'aller et 28 à 27 à Metz, rencontre où Ayglon inscrit 5 buts. Ses statistiques européennes sont de 16 buts en ligue des champions et 17 en coupe des coupes. En France, elle remporte deux nouveaux titres : la coupe de la Ligue et la coupe de France. Elle est également récompensée à titre individuel d'un titre de meilleure arrière droite du championnat. 
Après deux saisons passées en Moselle, elle retrouve son ancien club de le HBC Nîmes. Comme la saison précédente, elle est élue meilleure arrière droite du championnat, même si elle ne remporte aucun trophée avec son club, s'inclinant en finale de la coupe de France et en demi-finale de la coupe Challenge sur le plan européen.
En 2013, Ayglon et les nîmoises atteignent la finale de la coupe de la Ligue, mais s'inclinent face à l'Issy Paris Hand.
Le 24 septembre 2013, elle donne naissance à son premier enfant avec son compagnon, le handballeur de l'USAM Nîmes, Guillaume Saurina. Pour cette raison, elle ne peut participer au Championnat du monde 2013 et rate ainsi sa première compétition avec l'équipe de France depuis ses débuts en 2007.
Elle retrouve les parquets en janvier 2014 avec une victoire face au Havre (29-26), mais son retour conduit à un imbroglio : son certificat médical ayant été envoyé trop tard à la Ligue, et Nîmes subit une défaite sur tapis vert (20-0)
Après le dépôt de bilan du HBC Nîmes au printemps 2016, elle s'engage en Roumanie avec le CSM Bucarest pour la saison 2016-2017, pour sa première expérience à l'étranger. 
Elle fait partie des joueuses retenues en équipe de France pour disputer les Jeux olympiques de 2016 à Rio de Janeiro. En finale, la France s'incline face à la Russie et se contente d'une médaille d'argent. Avec un important temps de jeu, Camille Ayglon fait partie des joueuses les plus utilisées et participe grandement à l'obtention de cette médaille d'argent. 
Avec le club roumain qui a remporté la Ligue des champions en 2016, elle atteint à deux reprises la demi-finale de la compétition et, sur le plan national, réalise deux triplés Championnat-Coupe-Supercoupe de Roumanie.
En 2018, elle choisit de rentrer en France en signant au Nantes Atlantique Handball, club ambitieux ayant pris pour entraîneur Frédéric Bougeant et comme entraîneur adjoint son mari Guillaume Saurina qui vient d'arrêter sa carrière au HBC Nantes. Elle finit l'année 2018 de la plus belle des manières en obtenant à domicile le titre de championne d'Europe avec ses coéquipières de l'équipe de France.
En mai 2021, après avoir permis au club nantais de remporter la Ligue européenne et d'atteindre pour la première fois la finale de la Coupe de France, elle décide de mettre un terme à sa carrière à 36 ans.

## Palmarès

### Sélection nationale
Jeux olympiques
- 5e place aux Jeux olympiques 2008 à Pékin
- 5e place aux Jeux olympiques 2012 à Londres
- médaille d'argent aux Jeux olympiques 2016 à Rio

championnats du monde 
- 5e place au Championnat du monde 2007
- médaille d'argent au Championnat du monde 2009
- médaille d'argent au Championnat du monde 2011
- médaille d'or au Championnat du monde 2017

championnats d'Europe
- vainqueur du championnat d'Europe 2018
- troisième du championnat d'Europe 2016
- 14e place du championnat d'Europe 2008
- 5e place du championnat d'Europe 2010
- 9e place du championnat d'Europe 2012

autres
- médaille d'or aux Jeux méditerranéens 2009 à Pescara
- première sélection en équipe de France le 1er mars 2007 contre la  Chine
- 4e place du championnat d'Europe junior en 2004

### Club
compétitions internationales
- troisième de la Ligue des champions (C1) en 2017 et 2018
- vainqueur de la Ligue européenne (C3) en 2021 (avec le Nantes AHB)
- demi-finaliste de la Coupe Challenge (C4) en 2011

compétitions nationales
- championne de France en 2009 (avec Metz Handball)
- vainqueur de la Coupe de France en 2010 (avec Metz Handball)
  - finaliste en 2009, 2011, 2015 et 2021
- vainqueur de la Coupe de la Ligue en 2009 et 2010 (avec Metz Handball)
  - finaliste en 2013
- championne de Roumanie en 2017 et 2018 (avec CSM Bucarest)
- vainqueur de la coupe de Roumanie en 2017 et 2018 (avec CSM Bucarest)
- vainqueur de la Supercoupe de Roumanie en 2016 et 2017
- finaliste de la Coupe de France (1) 2021  (avec le Nantes Atlantique Handball)

### Distinctions individuelles
- élue meilleure arrière droite du championnat de France en 2010[25] et 2011[26]

## Distinctions
- Chevalière de l'ordre national du Mérite le 1er décembre 2016[35]

## Galerie

Photos de Camille Ayglon-Saurina
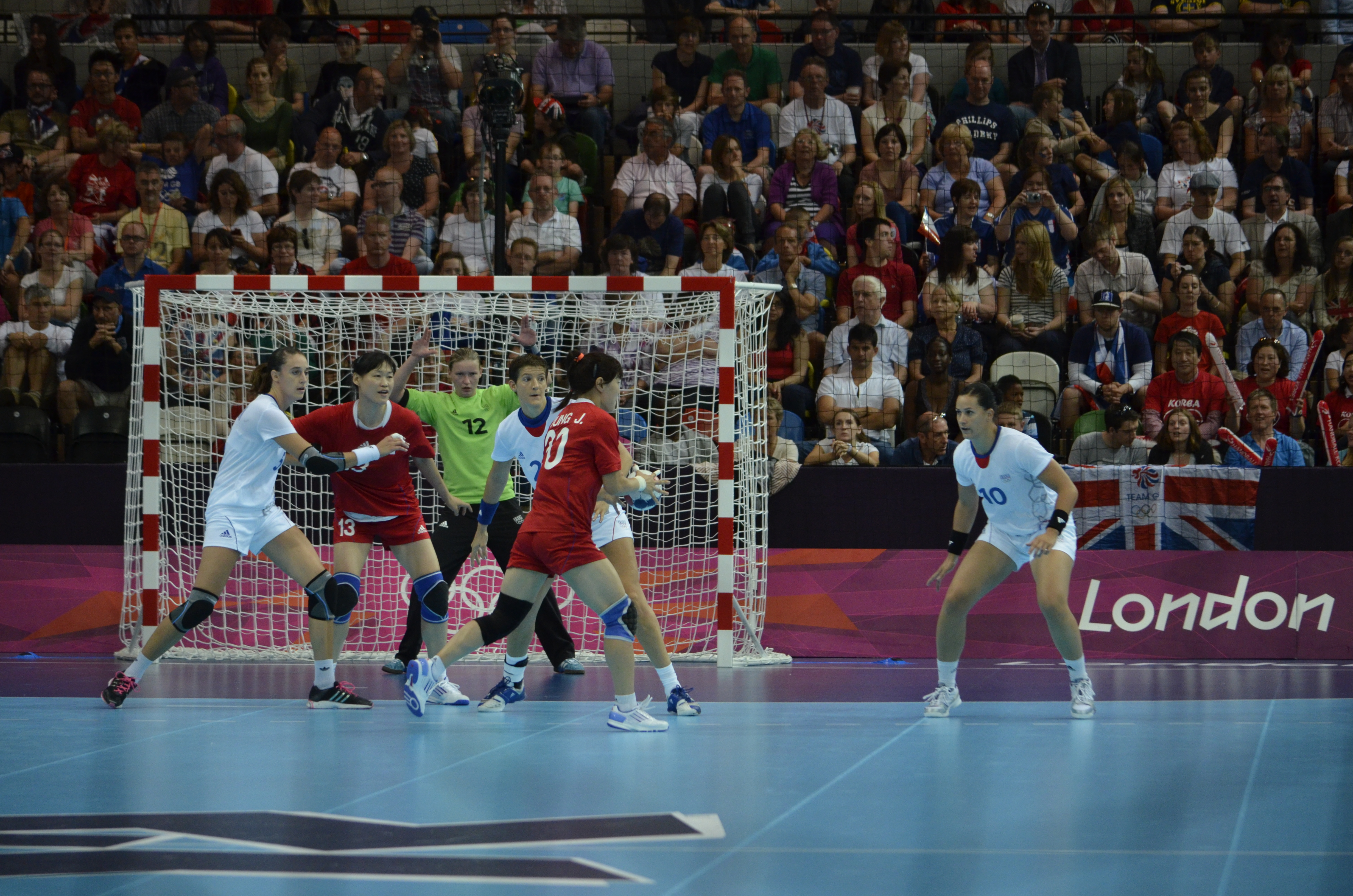
En défense (à gauche) avec la France face à la Corée du Sud lors des JO de Londres.
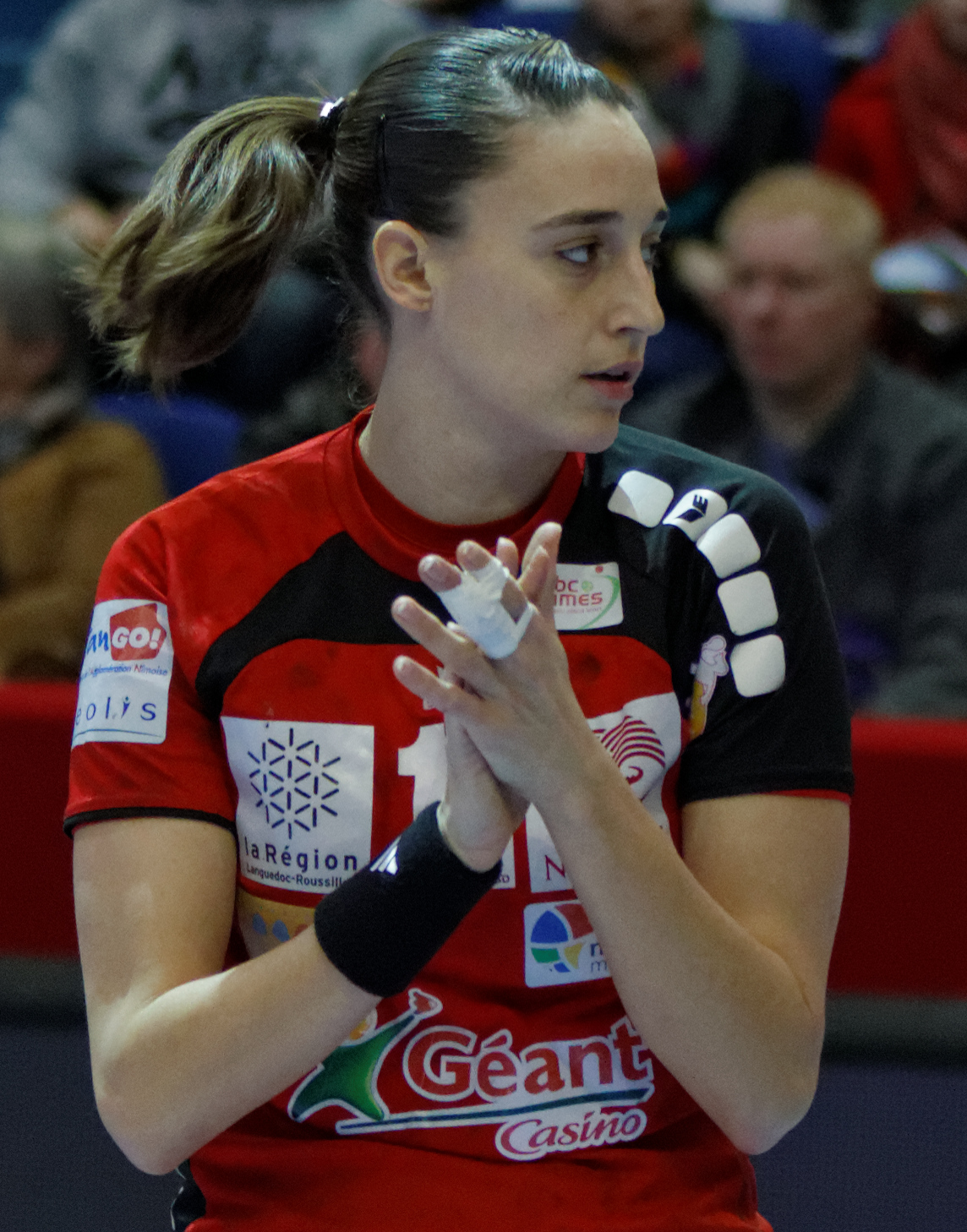
Avec Nîmes en 2013.
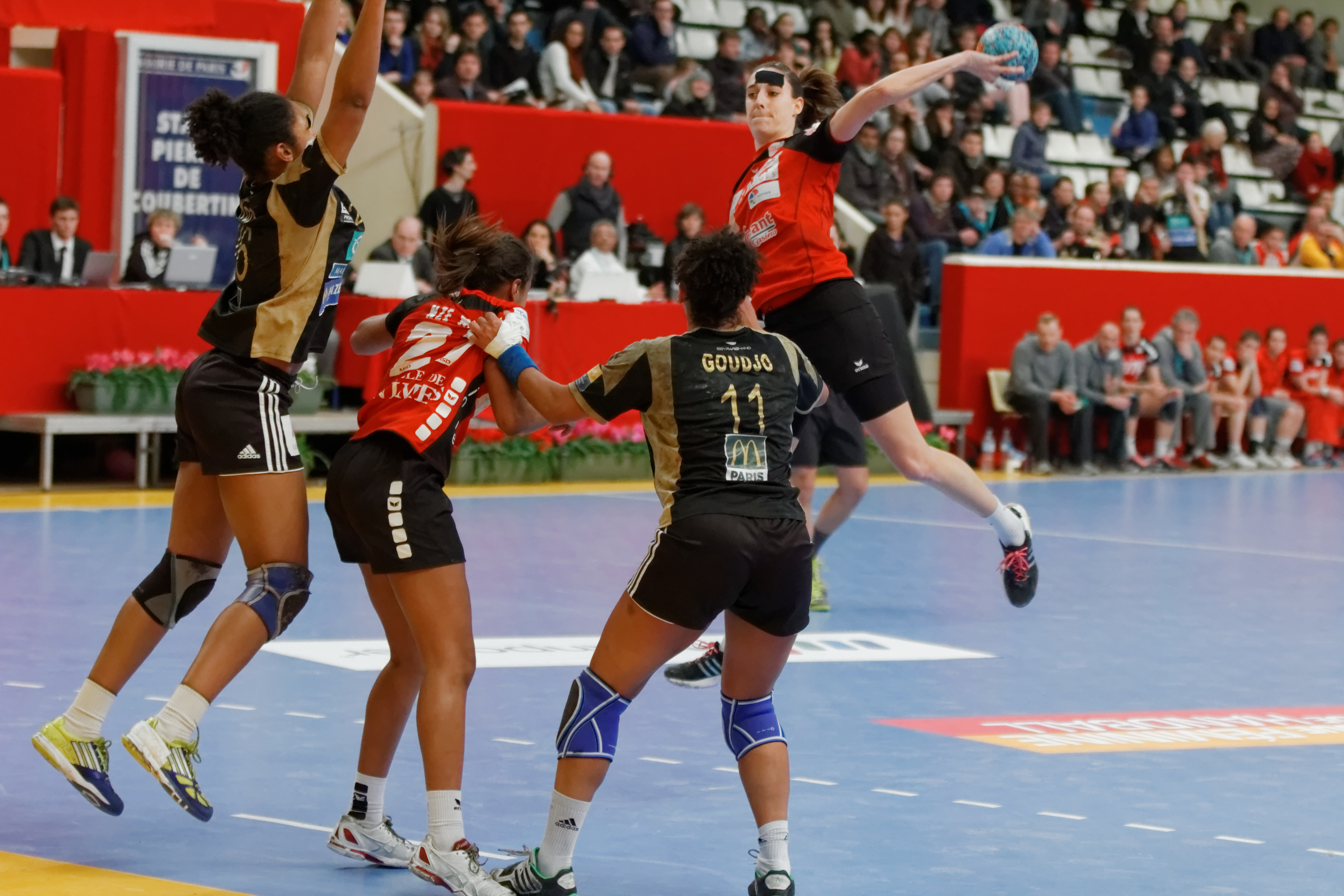
Au tir avec Nîmes lors de la finale de la coupe de la Ligue 2013.
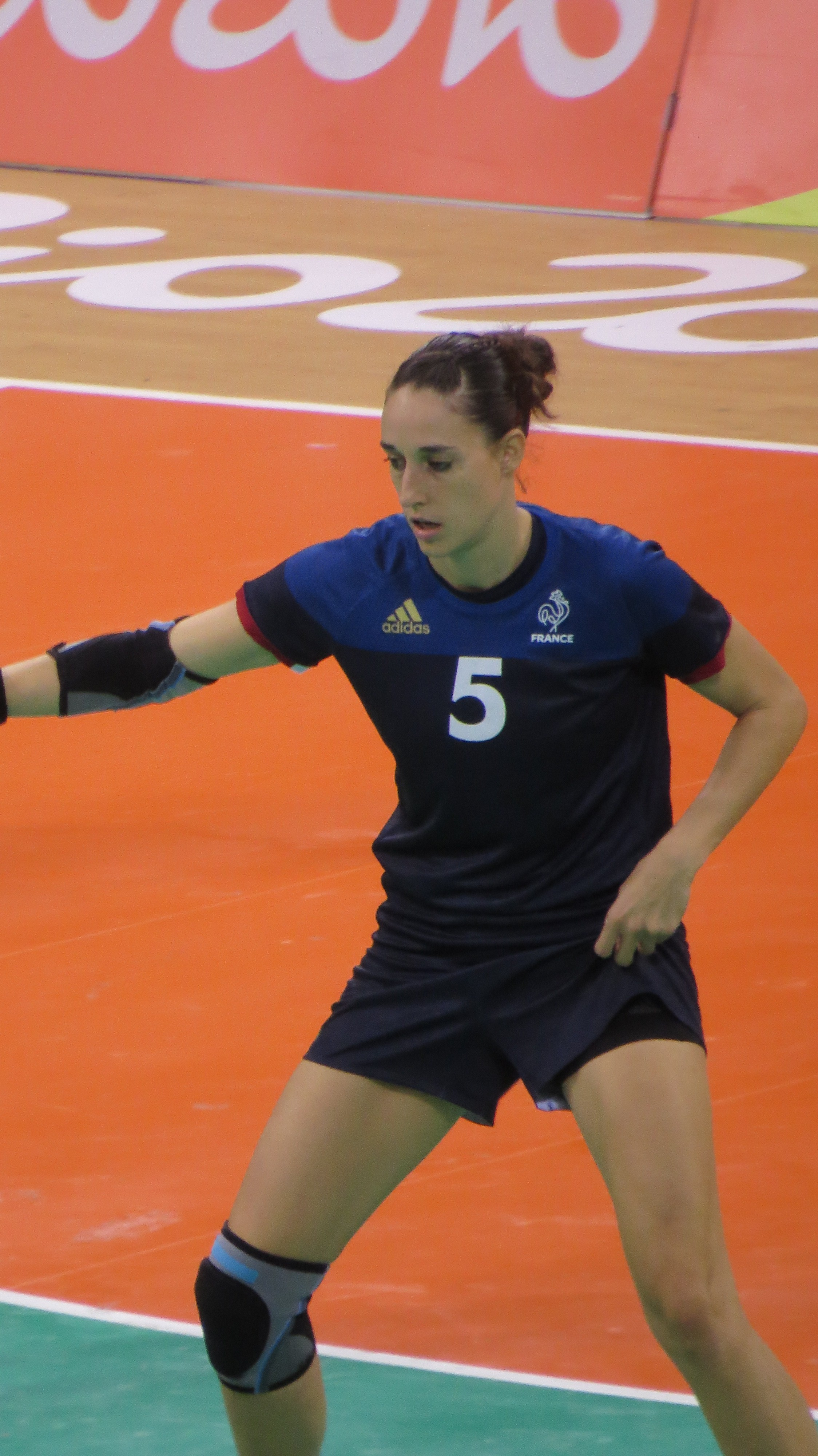
Aux JO de Rio.
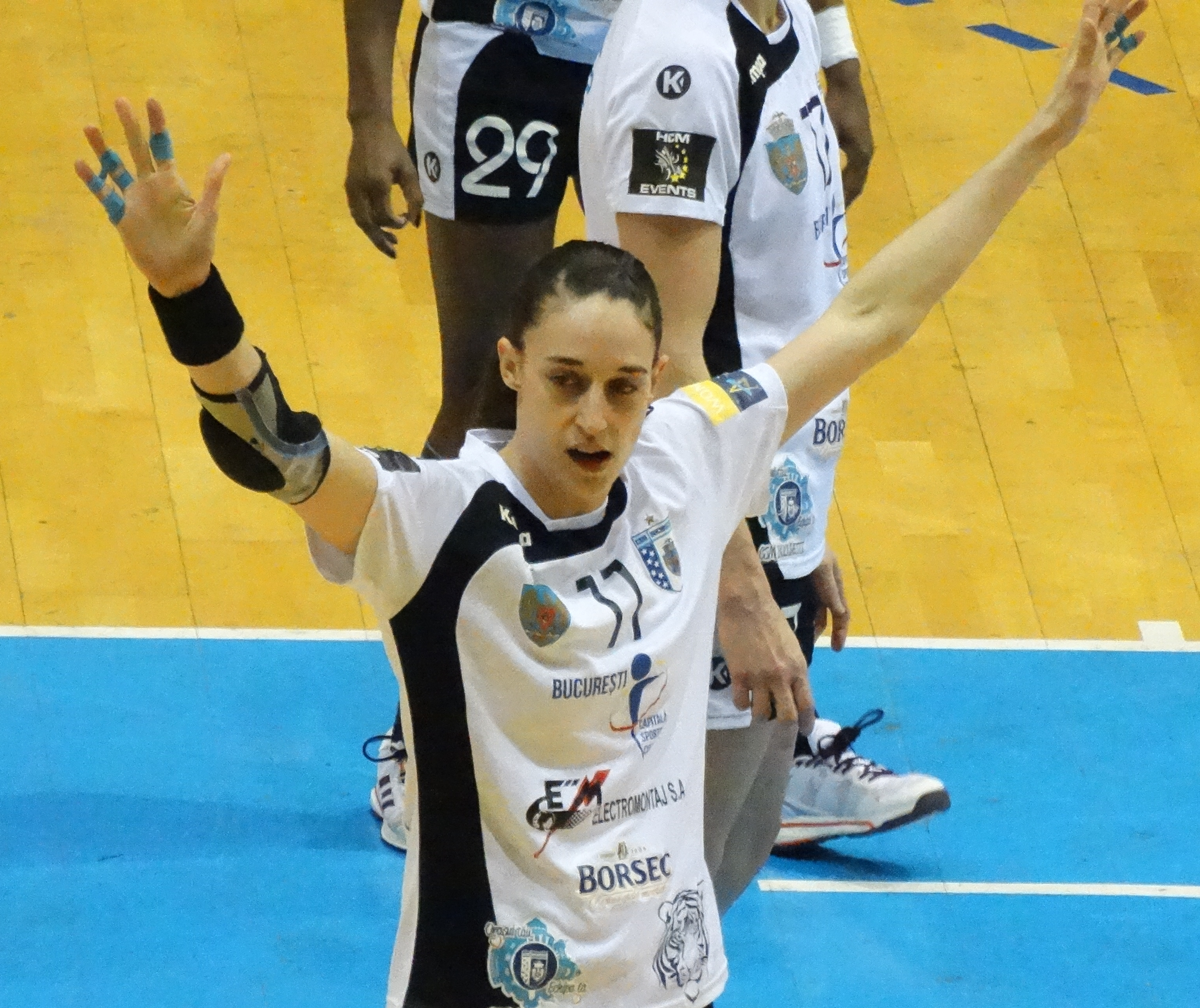
Avec Bucarest en 2017
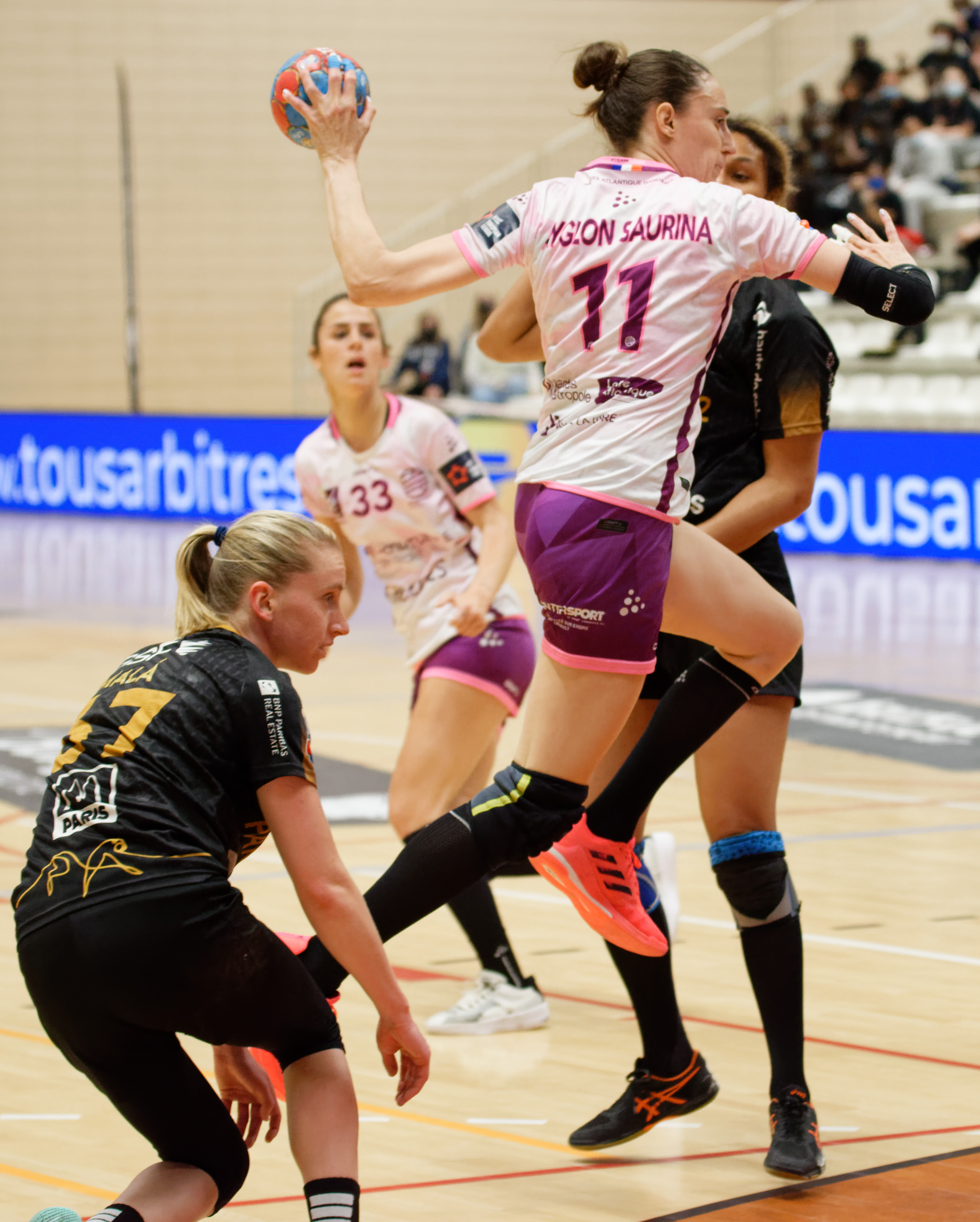
Avec Nantes Atlantique HB en 2021.